# Pictichromis diadema
Pictichromis diadema is een straalvinnige vissensoort uit de familie van dwergzeebaarzen (Pseudochromidae). De wetenschappelijke naam van de soort is voor het eerst geldig gepubliceerd in 1978 door Lubbock & Randall.